# サナトリウム

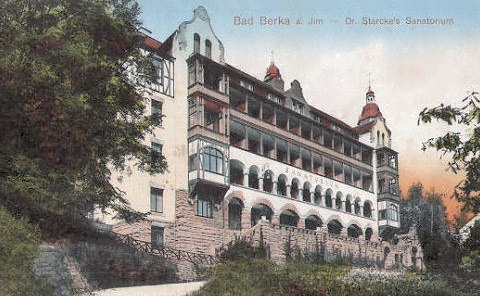
ドイツのサナトリウム

サナトリウム（英: sanatorium）は、長期的な療養（結核等）を必要とする人のための療養所。
Sanatoriumという言葉は従来からあったsanitarium（保養所）と結核治療施設を区別するため、「健康」を意味するラテン語のsanitasの部分を科学的な治療に、手当の意味を付け加えていることを強調するため、「治る」という意味の動詞sanoに置き換えることで作られた造語である。
かつては結核治療用の施設を指したが、その治癒率が高まった以降は精神疾患や認知症、脳卒中の後遺症など他の病気を含めたものとなっている。
結核治療のため、日当たりや空気など環境の良い高原や海浜に建てられることが多い。

## 日本の施設
日本での最初のサナトリウムは1887年（明治20年）、鎌倉由比ヶ浜に建てられた結核療養所「海浜院」、最大規模のものは茅ヶ崎の南湖院とされる。
- 富士見高原療養所 - 大正15年12月に初代院長正木不如丘が開所[1]。堀辰雄、竹久夢二、横溝正史、藤沢桓夫、呉清源、山口耀久、伊藤礼、岸田衿子が入院[1]。後の富士見高原病院付属旧富士見高原療養所資料館（荒川じんぺい館長）[1]。

## 関連作品

### 文学作品
- V・P・クラピーヴィン（英語版）　- 『ピラミッド帽子のひみつ』
- 堀辰雄 - 『風立ちぬ』、『菜穂子』[1]
- 福永武彦 - 『草の花』
- トーマス・マン - 『魔の山』
- 久米正雄 - 『月よりの使者』[1]
- 横光利一 - 『春は馬車に乗って』（作中では家屋となっている）、『花園の思想』
- 太宰治 - 『パンドラの匣』
- ウラジミール・ナボコフ - 『ロリータ』

### 演劇
- 青年団 - 『S高原から』
- ナイロン100℃ - 『シャープさんフラットさん』

### 実写映画
- 堀辰雄　小説原作
  - 『風立ちぬ (1954年の映画)』
  - 『風立ちぬ (1976年の映画)』
- 久米正雄　小説原作
  - 『月よりの使者』
- 『人の善意を骨の髄まで吸い尽くす女』（2011年4月9日、コペンハーゲンシアター）

山田真歩扮する主人公の女性が、喘息のためにずっとサナトリウムに入って育ってきたという設定。

### アニメ映画
- 宮崎駿
  - 『となりのトトロ』

草壁サツキと草壁メイの母（草壁靖子）が入院する七国山病院は、東村山市の「八国山」付近にある保生園（現・新山手病院。[財]結核予防会が運営）をモデルとしている。
  - 『風立ちぬ』

主人公である堀越二郎の婚約者（のちに結婚）である里見菜穂子が入院するサナトリウムとして「富士見高原療養所」が登場する。この名称は、長野県に実在し、堀辰雄が矢野綾子と入院生活を送った療養所（現・富士見高原病院）と同じである。
- 米林宏昌 - 『思い出のマーニー』

その建物や療養シーンが描かれるわけではなく、登場人物の言葉の中で、主人公マーニーは配偶者の夭逝による衝撃で患い、サナトリウムに入ることになった、と述べられる形で採り上げられている。

#### テレビアニメ
- 『センチメンタルジャーニー』
第4話「杉原真奈美 －微熱少女－」の主人公である杉原真奈美が入院している病院がサナトリウムという設定。ただし、杉原真奈美は結核を患っているわけではない。

### 楽曲
- 『月よりの使者』 - 1949年版映画『月よりの使者』主題歌：唄竹山逸郎・藤原亮子
- メタリカ  - 「Welcomehome　（Sanitarium）」
- さだまさし - 「療養所（サナトリウム）」（アルバム『夢供養』に収録）
- 森田童子 - 「サナトリウム」（アルバム『夜想曲』に収録）
- Plastic Tree - 「サナトリウム」
- THE NOVEMBERS - 『ウユニの恋人』
- the brownies - 「サナトリウムのすべて」（EP『透明に光る青』に収録）
- ZUN（上海アリス幻樂団） - 「緑のサナトリウム-Sanatorium in Mountain」（アルバム『伊弉諾物質 〜 Neo-traditionalism of Japan.』に収録）
- 斉藤壮馬 - 「ペンギン・サナトリウム」（アルバム『quantum stranger』に収録）
- 風立ちぬ (松田聖子の曲) - 堀辰雄の小説『風立ちぬ』を題材にした曲
- 山中さわお - 「サナトリウムの長い午後」
- ナカムラルビイ -（ EP『サナトリウムハウスで』に収録）

### ゲーム
- ステージなな - 『ナルキッソス』
- でこポン! - 『いつか降る雪』
- ぱじゃまソフト - 『ピアノの森の満開の下』
- もものきはうす - 『サナトリウム・オブ・ロマンス』
- サガプラネッツ - 『ナツユメナギサ』
- 任天堂×テクモ - 『零 月蝕の仮面』
- U-WORKS - 『サナトリウム』
- MELLOW - 『アサガオは夜を識らない。』

### その他
- 名取さな - VTuber『バーチャルサナトリウム』